# One World (album de Passpo)
Pour les articles homonymes, voir One World.
Albums de Passpo
CHECK-IN
(7 décembre 2011) -
One World est le deuxième album de Passpo☆, sorti le 14 novembre 2012.

## Historique
One World, annoncé le 8 octobre 2012
,
, est le deuxième album des Passpo☆, paru le 14 novembre 2012 au Japon.
Les différentes versions de l'album et la liste des morceaux ont été présentés le 15 octobre 2012,.
Deux versions sont disponibles :
- Une version normale, Ekonomiiku Kurasu(＊エコノミークラス盤), contenant quinze chansons.
- Une version limitée, Faasuto Kurasu(＊ファーストクラス盤), qui contient en plus du CD huit clips vidéo compilés sur un DVD.

## Liste des pistes
| 1.  | Departure                        |  |  | 1:48 |
| 2.  | Next Flight                      |  |  | 3:07 |
| 3.  | Final Vision                     |  |  | 3:06 |
| 4.  | Love Diary                       |  |  | 3:20 |
| 5.  | WING                             |  |  | 4:04 |
| 6.  | WANTED!!                         |  |  | 4:23 |
| 7.  | 夏空HANABI                       |  |  | 4:08 |
| 8.  | 君は僕を好きになる               |  |  | 4:19 |
| 9.  | 2DAYS                            |  |  | 3:40 |
| 10. | Tap My Toe                       |  |  | 4:21 |
| 11. | Pock☆Star                        |  |  | 3:49 |
| 12. | ピンクのパラシュート             |  |  | 3:48 |
| 13. | Kimi Iro no Samba (君色のサンバ) |  |  | 4:07 |
| 14. | With - - - -                     |  |  | 4:30 |
| 15. | Dear My Friends                  |  |  | 3:22 |

| 1. | 君は僕を好きになる               |  |  |  |
| 2. | Next Flight                      |  |  |  |
| 3. | 夏空HANABI                       |  |  |  |
| 4. | WING                             |  |  |  |
| 5. | Love Diary                       |  |  |  |
| 6. | Next Flight (Clip version danse) |  |  |  |
| 7. | 夏空HANABI (Clip version danse)  |  |  |  |
| 8. | WING (Clip version danse)        |  |  |  |